# グレン・マトロック
グレン・マトロック（Glen Matlock、1956年8月27日 - ）は、イギリスのミュージシャン。セックス・ピストルズのオリジナルメンバー。シド・ヴィシャス加入以前、及び1996年の再結成以降のベーシストとして活動。

## 来歴
セックス・ピストルズの楽曲の半数以上を作曲し、ライブでも「ライアー」などでタイトにグルーヴするベースラインを弾いている。しかし他のメンバーと比べ演奏能力や向上心があり世間的常識もあったため、メンバー内で浮いた存在となってしまう。特にジョニー・ロットンとの仲は最悪となり、1977年の『勝手にしやがれ!!』のレコーディング前に脱退。
バンド・マネージャーのマルコム・マクラーレンは、表向きにはプレスにマトロックの脱退理由を「ポール・マッカートニーのファンであることが判明したため」と説明した。「実際、バンドとしては、演奏ができるよりは出来ない方がよいのだ」と確信を持って語るマクラーレンの発言からして、唯一演奏能力の高いマトロックの脱退と、演奏能力ゼロのシド・ヴィシャスの加入は必然と言える。
その後ミッジ・ユーロらと共にリッチ・キッズを結成、さらにイギー・ポップのバックミュージシャンとして参加するなどした。またピストルズにおける自分の後釜となったシド・ヴィシャスとは最後まで友好的な関係を続け、彼を支援するための期間限定バンド「ヴィシャス・ホワイト・キッズ」にもダムドのラット・スケイビーズらと参加・協力した。他にも多数のバンド・アーティストの作品・ライヴに参加している。
クラッシュのジョー・ストラマーにミック・ジョーンズを初めて紹介したのもマトロックであり、マトロックのピストルズ脱退後、ジョーとミックはポール・シムノンの代わりにクラッシュに入れようと真剣に考えていたが、断る。ザ・ジャムからも声がかかるが、スーツを着ることを嫌い断る。
一方、ピストルズはシド・ヴィシャス加入後、ロックンロール・サーカスを繰り返した後、アメリカツアーを最後に空中分解することとなる。後年、スティーヴ・ジョーンズが「グレンの脱退がなければピストルズもあんなに早くは解散しなかった」と語った通り、マトロックの脱退がピストルズにとって大きな損失であったことを示している。
「勝手にしやがれ!!」に関しては「アナーキー・イン・ザ・U.K.」以外はレコーディングに参加していないが、2000年に行われたインタビューで本作を「ラジオで1曲だけ聴くと凄くいいと思う。でもアルバムを通して聴くと、ちょっと平板というか。僕がいたら、もっとカラフルにできてたかも」と語っている。また「僕がとどまっていたとしても、せいぜいあと1枚のアルバムが作れたかどうか、って感じてる」とも話している。
1996年ピストルズ再結成時から、マトロックはベーシストとして復帰した。
1989年出版の自叙伝『オレはセックス・ピストルズだった』で当時のピストルズの内幕を打ち明けた。
2010年、既に亡くなって久しいロニー・レインの後任としてフェイセズの再結成にベーシストとして参加。
2020年、Brexitに対して公にコメントを発している。

## 人物
高い作曲能力を持ち、「アナーキー・イン・ザ・U.K.」「ゴッド・セイヴ・ザ・クイーン」「プリティ・ヴェイカント」（二番の二行分をロットンが作詞した以外は作詞も担当）などの代表曲を一人で作曲し、ピストルズのヒットナンバーに貢献した。
影響を受けたベーシストに、ロニー・レイン、ジョン・エントウィッスル、トレバー・ホルダー（デヴィッド・ボウイ専属のベーシスト）、ニック・ロウ、ジョン・ポール・ジョーンズ（レッド・ツェッペリン）、ポール・マッカートニー、影響を受けたアーティストにはフェイセズ、デヴィッド・ボウイ、センセーショナル・アレックス・ハーヴェイ・バンド、クラフトワーク、カン、イギー・ポップ&ストゥージス、ニューヨーク・ドールズ、キャプテン・ビーフハート、トム・ウェイツ、ザ・フー、キンクス、ビートルズ、ABBAを挙げる。